# بل ۳۰۹ کینگ‌کبرا
بل ۳۰۹ کینگ‌کبرا (به انگلیسی: Bell 309 KingCobra) یک بالگرد ساختِ کارخانهٔ بل هلیکوپتر در کشور ایالات متحده آمریکا و کانادا است. نخستین استفاده‌کنندهٔ این بالگرد نیروی زمینی ایالات متحده آمریکا بوده‌است. این بالگرد برای نخستین بار در ۱۰ سپتامبر ۱۹۷۱ میلادی مورد استفاده قرار گرفت.